# Coleophora musculella
Coleophora musculella es una especie de lepidóptero ditrisio de la familia Coleophoridae. Se encuentra desde Polonia hasta los Pirineos y desde Francia hasta Hungría.
Las larvas se alimentan de Dianthus carthusianorum y Dianthus superbus. Crean un tubo o capullo de seda con tres valvas de 5-6 mm, con una apertura en ángulo de 35-40°. El capullo es pardo amarillento con una serie de líneas longitudinales de color marrón negruzco. Las larvas se pueden encontrar a partir de septiembre hasta mayo.